# Dinastía Lê
La dinastía Lê, también conocida como dinastía Lê posterior (en vietnamita: Hậu Lê triều Hán tự; en chữ Hán: 朝後黎, en chữ Nôm: 茹後黎), fue la dinastía vietnamita que gobernó durante más tiempo, gobernando Dai Viet de 1428 a 1789. La dinastía Lê se divide en dos períodos históricos: el período Temprano (en vietnamita: Lê sơ triều; en chữ Hán: 黎 初 朝; 1428-1527) antes de la usurpación por la dinastía Mạc (1527-1683), en que los emperadores gobernaron por derecho propio, y el período restaurado o Renacimiento Lê (en vietnamita: Lê Trung hưng triều; chữ Hán: 黎中興 朝; 1533-1789), en el que reinaron emperadores testaferros bajo los auspicios de la poderosa familia Trịnh. El período Restaurado de Lê está marcado por dos largas guerras civiles: la guerra Lê-Mạc (1533-1592) en la que dos dinastías lucharon por la legitimidad en el norte de Vietnam y la guerra Trịnh-Nguyễn (1627-1672) entre la familia Trịnh en Tonkin y los señores Nguyễn del sur.
La dinastía comenzó oficialmente en 1428 con la entronización de Lê Lợi después de que expulsó al ejército Ming de Vietnam. La dinastía alcanzó su apogeo durante el reinado de Lê Thánh Tông y declinó después de su muerte en 1497. En 1527, la dinastía Mạc usurpó el trono; cuando la dinastía Lê fue restaurada en 1533, los Mạc huyeron al extremo norte y continuaron reclamando el trono durante el período conocido como Dinastías del Sur y del Norte. Los emperadores Lê restaurados no tenían ningún poder real, y cuando la dinastía Mạc fue finalmente erradicada en 1677, el poder real estaba en manos de los señores Trịnh en el norte y los señores Nguyễn.en el sur, ambos gobernando en nombre del emperador Lê mientras luchan entre sí. La dinastía Lê terminó oficialmente en 1789, cuando el levantamiento campesino de los hermanos Tây Sơn derrotó tanto a Trịnh como a Nguyễn, irónicamente para restaurar el poder a la dinastía Lê.
La dinastía Lê expandió las fronteras de Vietnam a través del dominio del Reino de Champa y la expedición a los actuales Laos y Myanmar, llegando casi a las fronteras modernas de Vietnam en el momento del levantamiento de Tây Sơn. También vio cambios masivos en la sociedad vietnamita: el estado anteriormente budista se convirtió en confuciano después de los 20 años anteriores del gobierno Ming. Los emperadores Lê instituyeron muchos cambios siguiendo el modelo del sistema chino, incluido el servicio civil y las leyes. Su gobierno de larga duración se atribuyó a la popularidad de los primeros emperadores. La liberación del país de Lê Lợi tras 20 años de gobierno Ming y Lê Thánh TôngEl hecho de que el país entrara en una edad de oro fue bien recordado por la gente. A pesar de que el gobierno restaurado de los emperadores Lê estuvo marcado por luchas civiles y constantes levantamientos campesinos, pocos se atrevieron a desafiar abiertamente su poder por temor a perder el apoyo popular. La dinastía Lê también fue el período en que Vietnam vio la llegada de los europeos occidentales y el cristianismo a principios del siglo XVI.

## Educación y sistema de exámenes imperiales

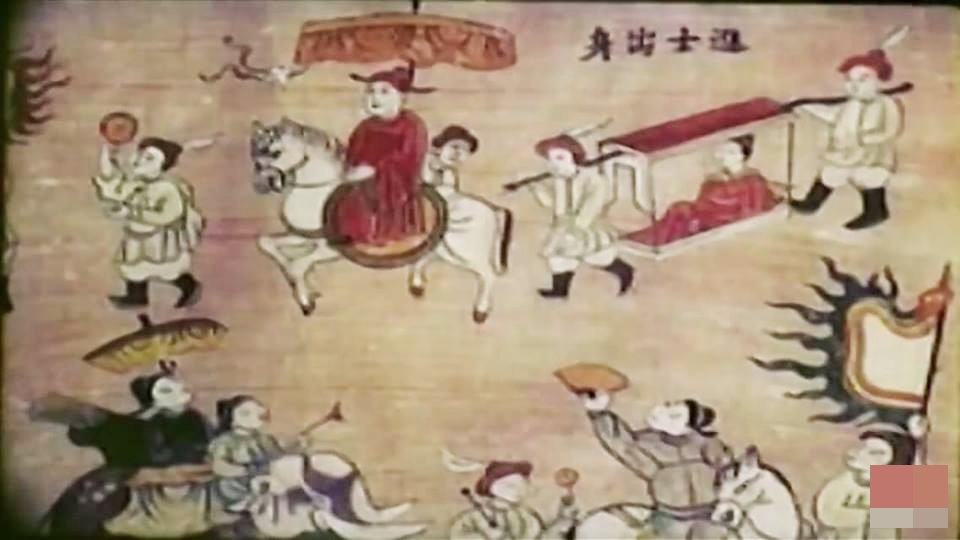
Retrato del desfile de Tiến sĩ (進士) al aprobar con éxito el examen.

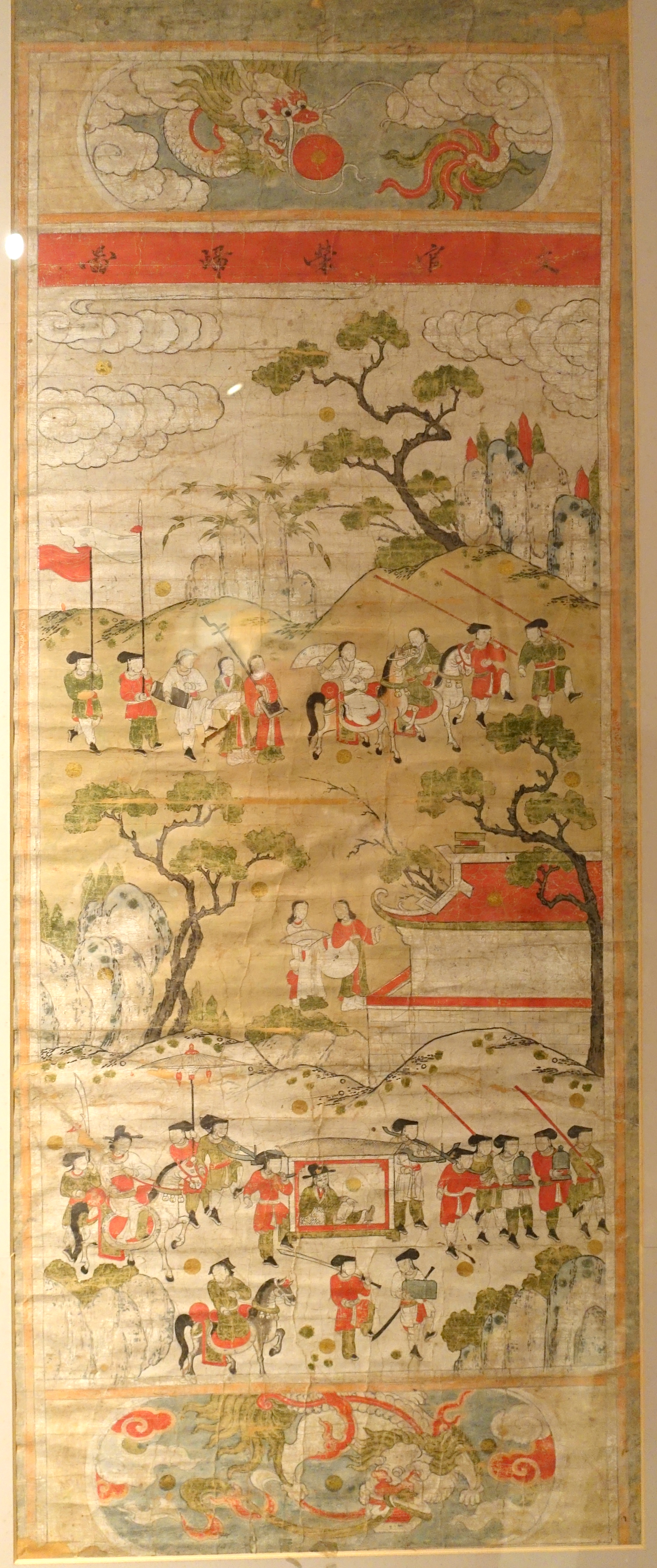
"Bức Văn quan vinh quy đồ (文官 榮歸 圖)", La pintura de la ceremonia del desfile del nuevo mandarín civil en la provincia de Nghe An,.

A finales de 1426, Lê Lợi realizó un pequeño examen confuciano en Đông Kinh, y se graduaron 30 tiến sĩ. A partir de 1431, el tribunal celebró anualmente los exámenes provinciales y metropolitanos que se organizaron en tres sesiones. La primera sesión se llevó a cabo en todas las provincias, consistió en tres preguntas sobre la interpretación del examinado de los Cuatro Libros y cuatro sobre el corpus de Clásicos. A todos los que aprobaban la primera sesión se les llamaba Sinh đồ y Hương cống. La segunda sesión tenía lugar en la capital un año después, y consistía en un ensayo discursivo, una poesía Tang basada, cinco juicios críticos, y uno al estilo de un edicto, un anuncio y un memorial. Tres días después, el emperador celebraba la tercera sesión, que constaba de cinco ensayos sobre los clásicos, la historiografía y la actualidad. A partir de 1486, todos los candidatos a mandarín deben participar tanto en la primera como en la segunda sesión para aprobar la cadena. El sistema de examen de Le reflejaba el examen imperial Ming. Durante el período de 1426 a 1527, la dinastía Lê celebró 26 exámenes imperiales en la capital, graduó 989 tiến sĩ y 20 trạng nguyên. En la década de 1750, el neoconfucianismo estaba disminuyendo, los exámenes imperiales comenzaron a tener graduados excedentes, degradando la calidad del jinshi y el mandarín, corrupción, la corte prefirió que los niños de familias nobles fueran mandarines que toman el control, por lo que hizo que el sistema de exámenes confuciano en Vietnam cayera a fines del siglo XVIII hasta que se estableció la dinastía Nguyễn.
Los eruditos y administradores que se graduaron del sistema de examen imperial durante la dinastía Lê incluyen Nguyễn Bỉnh Khiêm, Nguyễn Thị Duệ, Phùng Khắc Khoan, Lê Quý Đôn, Lương Thế Vinh y Nguyễn Đăng Đạo.

## Cultura, sociedad y ciencia

### Vestimenta y costumbres

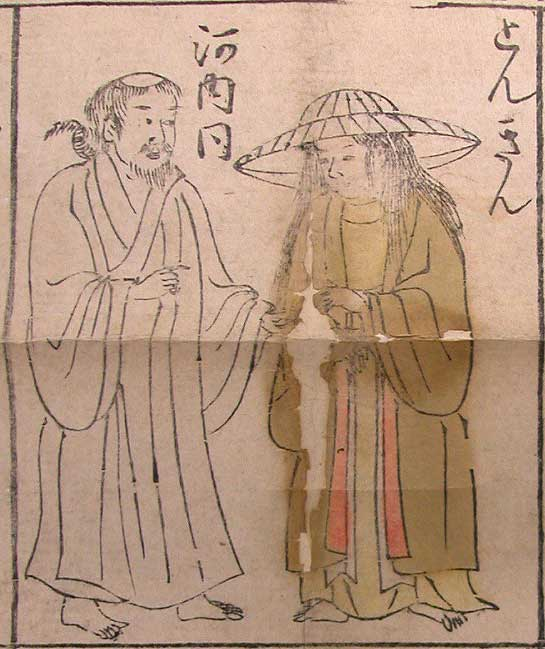
Vietnamitas en 1645 a través de una pintura japonesa.
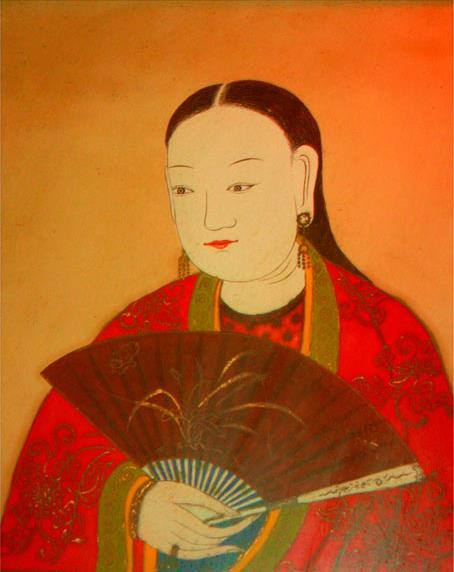
Una dama vietnamita en el norte de Vietnam, pintura de 1600.
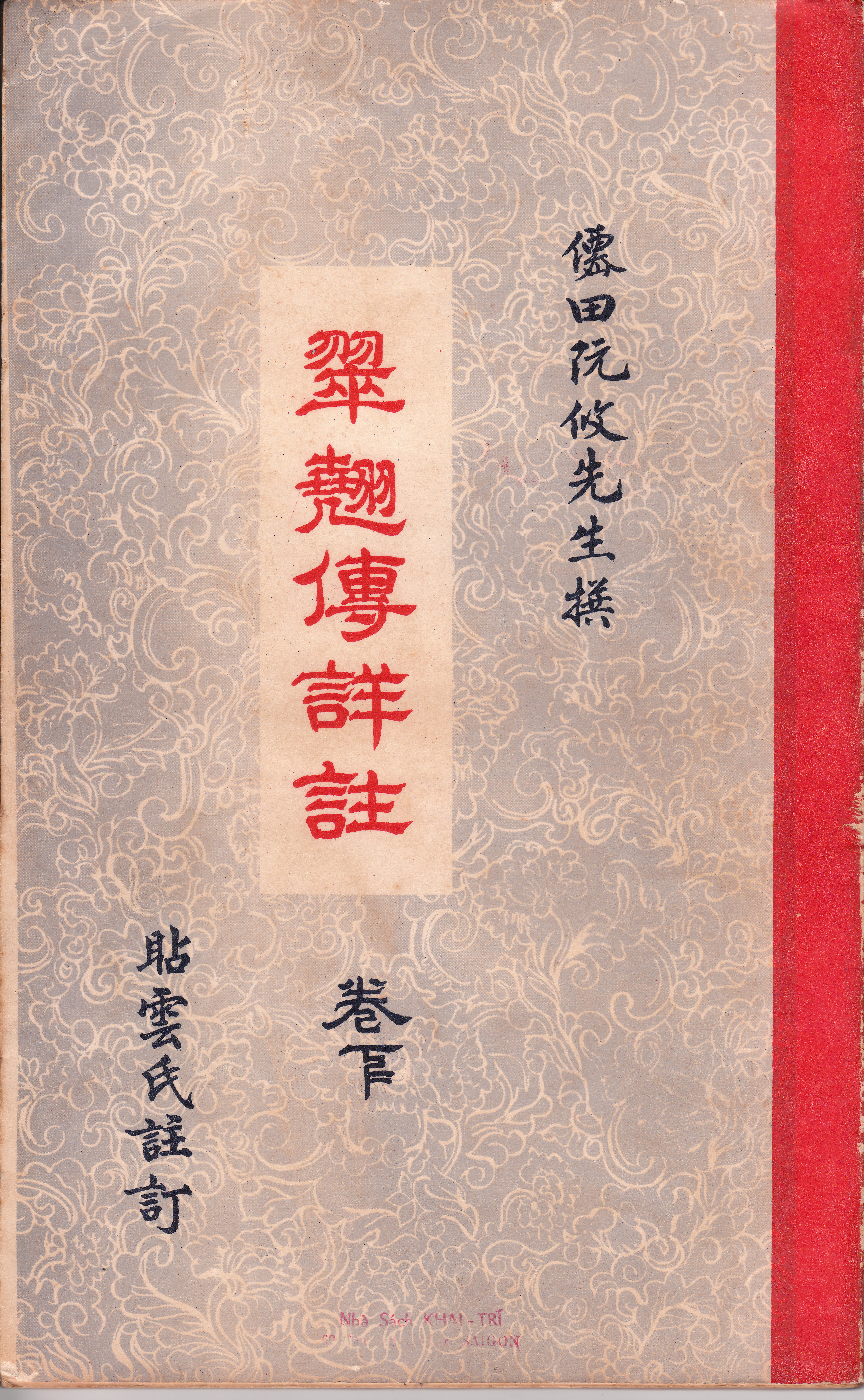
La portada del libro de poesía "Los cuentos de Kieu", capítulo 24 en Hán Nôm.
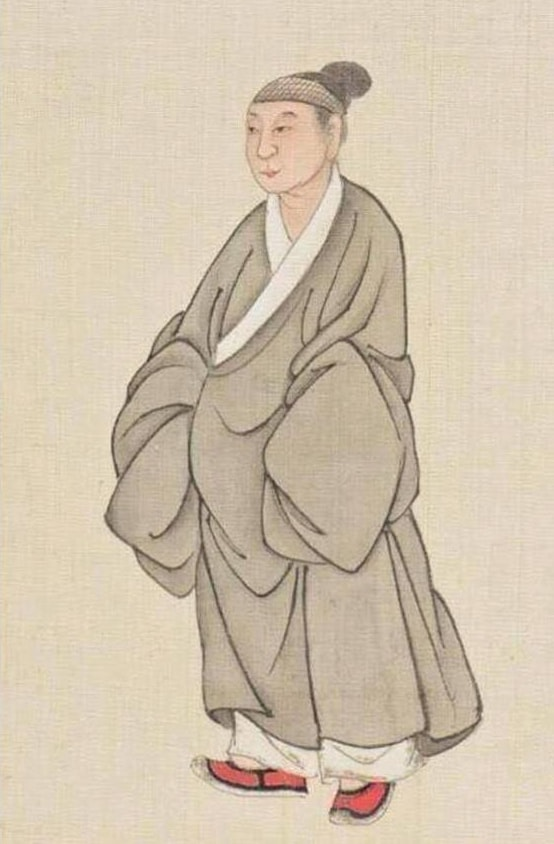
Vietnamita del sur.

Después de terminar con la cuarta dominación china de Vietnam, el pueblo de Dai Viet comenzó a reconstruir el país. La regulación de la vestimenta para el emperador y la burocracia se adoptó de las dinastías anteriores de Vietnam y la dinastía Ming de China. En la dinastía Lê posterior, la túnica con cuello cruzado llamada áo giao lĩnh era popular entre los civiles. Vietnam emitió un edicto real en 1474 que prohibía a los vietnamitas adoptar lenguas extranjeras, peinados y ropas como la de los "norteños" laosianos, champa o ming.

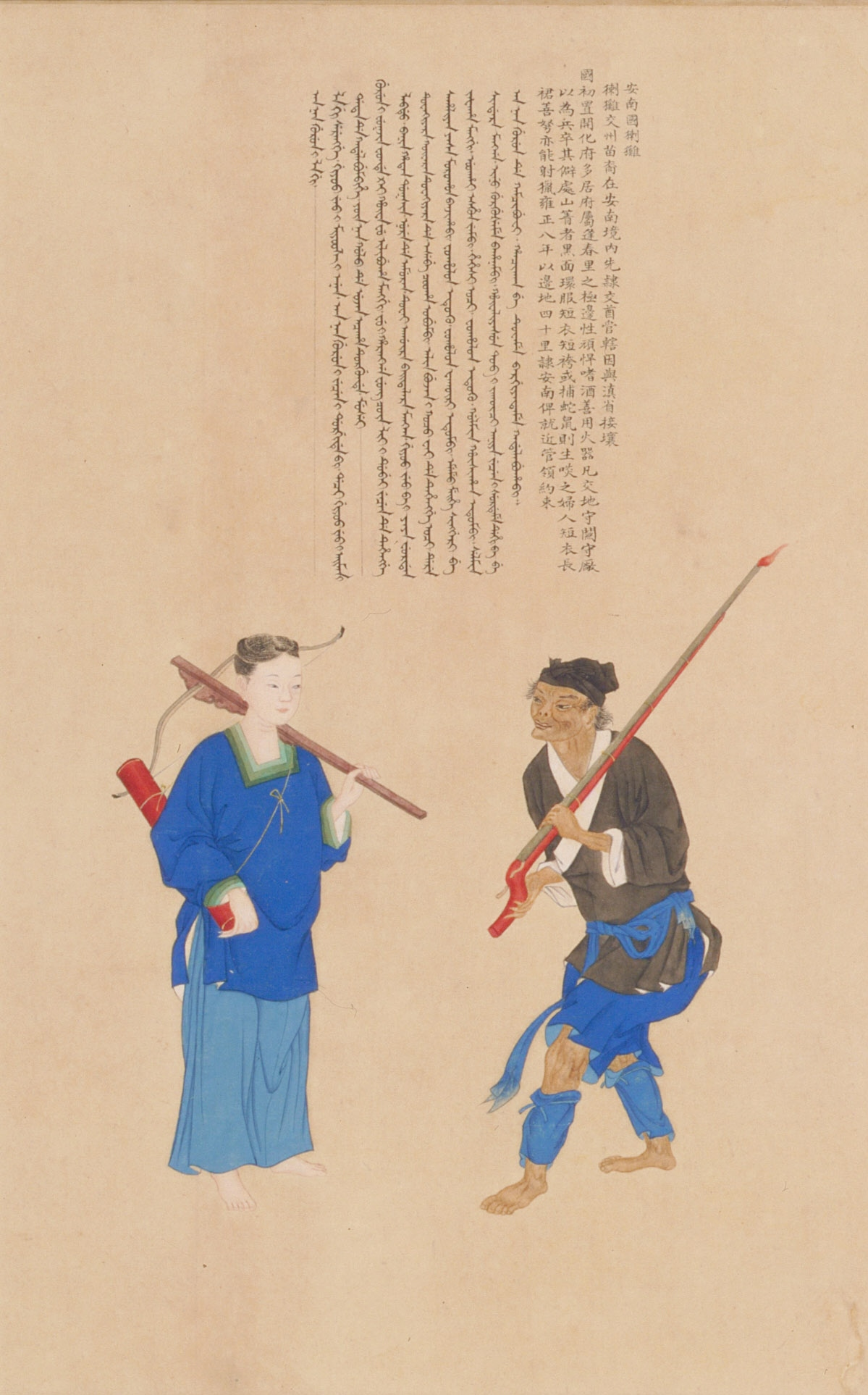
Cazadores vietnamitas (etnia hmong) de la dinastía Lê

Antes de 1744, la gente de Đàng Ngoài (el norte) y Đàng Trong (el sur) usaba giao lãnh y con thường (una especie de falda larga). Tanto hombres como mujeres tenían el pelo largo suelto. En 1744, Lord Nguyễn Phúc Khoát de Đàng Trong ( Huế ) decretó que tanto hombres como mujeres en su corte usaran pantalones y una bata con botones en la parte delantera. Que los Señores Nguyen introdujeron el antiguo áo dài ( áo ngũ thân ). Los miembros de la corte Đàng Trong (corte sur) se distinguieron así de los cortesanos de los Señores Trịnh en Đàng Ngoài (Hanói), que vestíanáo giao lĩnh con faldas largas. La división entre dos familias en el país durante demasiado tiempo provocó algunas diferencias importantes en el dialecto y la cultura vietnamita entre los vietnamitas del norte y del sur.

### Introducción del cristianismo
Los misioneros europeos habían visitado Vietnam ocasionalmente por períodos cortos de tiempo, con poco impacto, comenzando a principios del siglo XVI. Khâm định Việt sử Thông giám cương mục registró el nombre del primer misionero cristiano Inácio en el primer año del Emperador Nguyên Hoà (1533) en Nam Định. De 1580 a 1586, dos misioneros portugueses y franceses Luis de Fonseca y Grégoire de la Motte trabajaron en Quảng Nam y Quy Nhơn región bajo el señor Nguyễn Hoàng.

Después de finalizar la guerra Lê-Mạc y se restableció la paz en 1593, más misioneros de España, Portugal, Francia, Italia y Polonia llegaron a Vietnam para difundir el cristianismo. El más conocido de los primeros misioneros fue Alexandre de Rhodes, un jesuita francés que fue enviado a Hanoi en 1627, donde rápidamente aprendió el idioma y comenzó a predicar en vietnamita. Al principio, Rhodes fue bien recibido por la corte de Trinh y, según los informes, bautizó a más de 6.000 conversos; sin embargo, su éxito probablemente lo llevó a su expulsión en 1630. Se le atribuye haber perfeccionado un sistema romanizado de escritura en vietnamita ( quốc ngữ), que probablemente se desarrolló como el esfuerzo conjunto de varios misioneros, incluido Rhodes. Escribió el primer catecismo en vietnamita y publicó un diccionario vietnamita-latín-portugués; estas obras fueron los primeros libros impresos en quốc-ngữ. Quốc-ngữ fue utilizado inicialmente solo por misioneros; el tribunal y la burocracia siguieron utilizando hán tự o chữ nôm. Más tarde, los franceses apoyaron el uso de quốc ngữ, que, debido a su simplicidad, condujo a un alto grado de alfabetización y al florecimiento de la literatura vietnamita. Después de ser expulsado de Vietnam, Rhodes pasó los siguientes treinta años buscando para su obra misionera apoyo de la Santa Sede y de la jerarquía francesa de la Iglesia católica, así como realizando varios viajes más a Vietnam. 

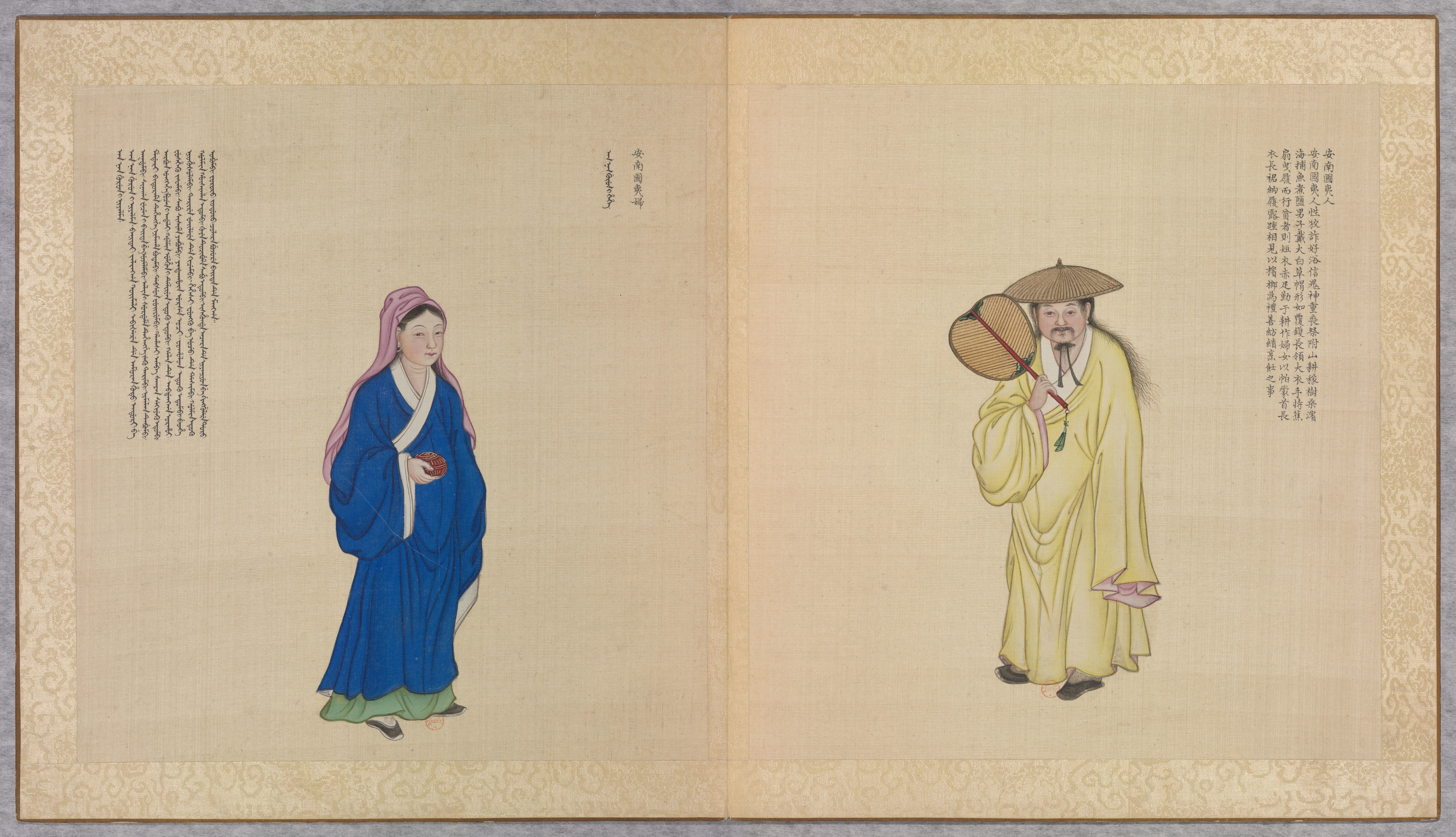
Civiles vietnamitas de la dinastía Lê

Sin embargo, desde 1910, el gobernador francés adoptó el Quốc ngữ latinizado como el principal sistema de escritura de Vietnam, mientras que hán tự y nôm tự cayeron en declive. El cristianismo vietnamita se desarrolló y se hizo más fuerte antes de que fuera reprimido por el emperador Minh Mạng de la dinastía Nguyễn en la década de 1820.

## Ciencia y filosofía
Una pintura en madera de Hàng Trống del siglo XVII muestra exhibiciones de cinco tigres " Ngũ Hổ " en el Museo Nacional de Bellas Artes
Una pintura en madera de Đông Hồ del siglo XVII muestra una exhibición de Cá chép (carpa) en el Museo Nacional de Bellas Artes
Un cuadro grabado en madera de Đông Hồ del siglo XVII muestra "Comentario social: Đánh ghen (Lucha contra los celos)" en el Museo Nacional de Bellas Artes
El período Lê fue la era de florecimiento continuo del pensamiento científico vietnamita y la erudición del confucianismo. Nguyễn Trãi fue un funcionario de Lê del siglo XV, autor del libro de geografía Dư địa chí, también fue un erudito neoconfucianista. Lê Quý Đôn fue poeta, enciclopedista y funcionario del gobierno, autor del libro de geografía Phủ biên tạp lục. Hải Thượng Lãn Ông fue un médico y farmacéutico vietnamita con su colección completa de 28 volúmenes Hải Thượng y tông tâm lĩnh sobre la medicina tradicional vietnamita. La tecnología de armas de fuego Matchlock también se extendió desde el Imperio Mogol a Dai Viet en 1516, y fue adoptado por el ejército de Lê en la década de 1530.